# Coop (Italia)
Coop es un sistema de cooperativas de consumidores italiano que opera una de las cadenas de supermercados más grandes de Italia. Su sede se encuentra en Casalecchio di Reno, Emilia-Romaña.
La primera tienda cooperativa se creó en Turín en 1854. En 2010, el sistema Coop opera con 115 cooperativas de consumidores de diversos tamaños (9 grandes, 14 medianas y 92 pequeñas), con 1.444 tiendas, 56.682 empleadores, más de 7.429.847 miembros, y unos ingresos anuales de 12.900 millones de euros.
Fundada en 1967 como un consorcio nacional de adquisición para todas las cooperativas de consumidores italianos. Todo esto contribuyo a la capacidad del sistema de las cooperativas de competencia con la gran distribución privada. En 1975, una gestión totalmente centralizada si pasó al descentramiento de las cooperativas, para consentir un mejor servicio al punto de venta y un aumento de la eficiencia de la estructura logística. En julio de 1980, Coop Italia, bajo la presidencia de Stefano Ferretti, trasladó la propia sede central a Bolonia y constituyó un nuevo consorcio para la gestión de las adquisiciones de productos no alimentarios.